# 3C 454.3

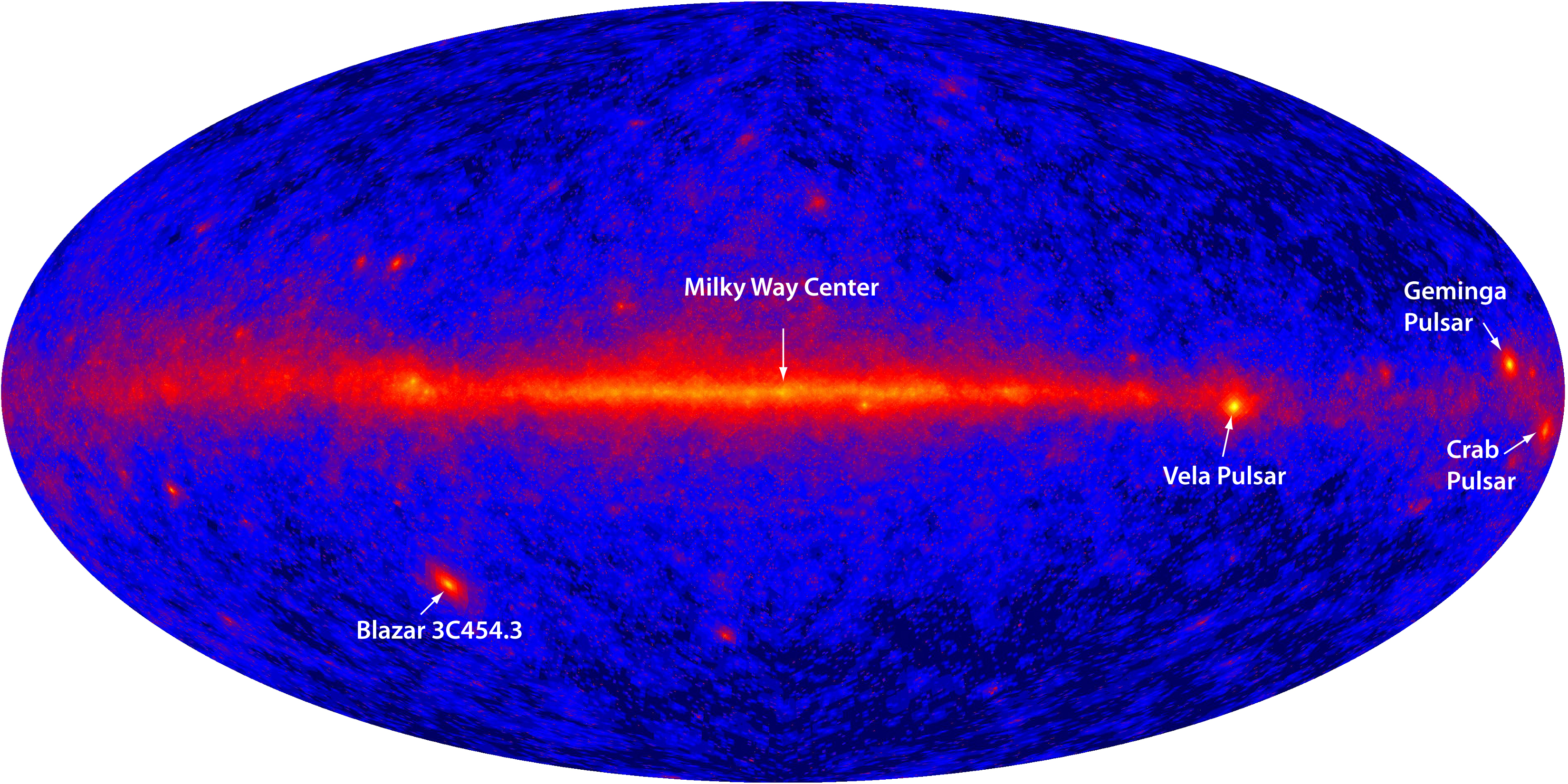
Hình ảnh của 3C 454.3 chụp bằng tia Gamma

3C 454.3 là tên của một Blazar (một loại chuẩn tinh có một luồng vật chất hướng về trái đất) nằm trên mặt phẳng thiên hà. Nó là một trong những nguồn phát ra tia gamma mạnh mẽ nhất trên bầu trời và là vật thể thiên văn sáng nhất từ trước đến nay được quan sát với cấp sao tuyệt đối là -31,4. Độ sáng nhất của chuẩn tinh này được ghi nhận là gấp 2 lần độ sáng của ẩn tinh Vela trong dãy Ngần Hà của chúng ta. Nó cũng phát ra các bước sóng vô tuyến và ánh sáng khả kiến (tia màu đỏ).
Vị trí của nó là nằm trong chòm sao Phi Mã, gần sao Alpha Pegasi (Markab) và nó còn được biết đến là một vật thể luôn phát sáng một cách bất ngờ với độ sáng đạt cấp sao biểu kiến là 13,4 vào tháng 6 năm 2014.

## Lịch sử
Năm 2005, chuẩn tinh này phát ra ánh sáng với độ sáng rất lớn và đã được ghi nhận là kỉ lục. Vào tháng 7 và tháng 8 năm 2007, độ sáng của nó lại vượt qua kỉ lục của chính nó. Kết quả này được kính viễn vọng Không gian Spitzer và trạm quan sát Chandra X-ray ghi lại cùng một lúc.

## Dữ liệu hiện tại
Theo như quan sát, đây là một chuẩn tinh nằm trong chòm sao Phi Mã và dưới đây là một số dữ liệu khác:
Xích kinh 22h 53m 57.7s
Độ nghiêng +16° 08′ 53.6″
Giá trị dịch chuyển đỏ (Redshift) 0.859001 ± 0.000170
Khoảng cách 7,7 giga năm ánh sáng
Cấp sao biểu kiến 16.1
Khối lượng 886 ± 187 × 106 lần khối lượng mặt trời
Bên cạnh đó còn có một hình ảnh khác của thiên thể này:
- LSW Sky Map of 3C 454.3